# Ludwig Meitzner
Ludwig Meitzner (* 4. November 1810 in Sannerz im Main-Kinzig-Kreis; † 11. Oktober 1876 ebenda) war ein deutscher Landwirt und Mitglied der Zweiten Kammer der kurhessischen Ständeversammlung.

## Leben
Ludwig Meitzner wurde als Sohn des Franz Meitzner und dessen Ehefrau Eleonore Noll geboren. Er betrieb in seinem Heimatort eine Landwirtschaft und erhielt 1855 aus der Gruppe der größeren Grundbesitzer ein Mandat für die Zweite Kammer der kurhessischen Ständeversammlung. Meitzner trat bereits am 25. April 1856 aus dem Landtag aus. Dieser war 1831 nach den Unruhen zum Zweck der Beratung und Verabschiedung einer Verfassung gebildet worden und hatte bis 1866 Bestand, als das Land Hessen von Preußen annektiert wurde.